# Sans frontière (film)
Pour les articles homonymes, voir Sans frontière.
Pour plus de détails, voir Fiche technique et Distribution.
Sans frontière (Beyond Borders) ou Au-delà des frontières au Québec est un film germano-américain réalisé par Martin Campbell et sorti en 2003.

## Synopsis
Au cours d'une soirée londonienne organisée pour venir en aide aux victimes de la famine en Éthiopie, Sarah Jennings fait la connaissance de Nick Callahan. Ce dernier est un docteur spécialisé dans l'aide humanitaire et homme de terrain. Habitué des coups d'éclats médiatiques, celui-ci dénonce le manque de financement dans les pays en proie à la famine. Sarah, touchée par les paroles et le dévouement de Nick, décide de partir en Éthiopie afin d'y apporter son aide. Elle y retrouve Nick Callahan qui ne cesse de tester sa résistance physique et mentale. Cette expérience bouleverse sa vie.
De retour à Londres, elle travaille au sein du Haut Commissariat des Nations unies pour les réfugiés (HCR) et garde le contact avec Nick. Les années passent, et lorsque l'un des proches du médecin lui demande d'user de son influence HCR pour obtenir de l'aide au Cambodge, elle décide de se rendre sur place. De l'Éthiopie jusqu'en Tchétchénie, cette dévotion pour les causes humanitaires la rapproche de plus en plus de Nick.

## Fiche technique
Sauf indication contraire, les informations mentionnées dans cette section peuvent être confirmées par les bases de données cinématographiques IMDb et Allociné,  présentes dans la section « Liens externes ».
- Titre original : Beyond Borders
- Titre français : Sans frontière
- Titre québécois : Au-delà des frontières
- Scénario : Caspian Tredwell-Owen
- Décors : Jim Erickson
- Costumes : Norma Moriceau (en)
- Photographie : Phil Meheux
- Montage : Nicholas Beauman
- Musique : James Horner
- Production : Dan Halsted (en), Lloyd Philips
- Sociétés de production : Mandalay Pictures, Camelot Pictures, CP Medien AG
- Société de distribution : Paramount Pictures
- Budget : 35 000 000 $
- Pays de production :  Allemagne et  États-Unis
- Langue d'origine : anglais
- Genre : drame
- Durée : 127 minutes
- Dates de sortie :
  - États-Unis : 24 octobre 2003
  - France : 10 novembre 2004

## Distribution
- Angelina Jolie (VF : Françoise Cadol ; VQ : Hélène Mondoux) : Sarah Jennings
- Clive Owen (VF : Pierre-François Pistorio ; VQ : François Godin) : Nick Callahan
- Teri Polo (VF : Dolly Vanden ; VQ : Natalie Hamel-Roy) : Charlotte Jordan
- Linus Roache (VF : Éric Aubrahn ; VQ : Alain Zouvi) : Henry Bauford
- Noah Emmerich (VF : Marc Bretonnière) : Elliot Hauser
- Yorick van Wageningen (VF : Érik Colin ; VQ : Jean-François Blanchard) : Steiger
- Timothy West (VF : Michel Prud'homme) : Lawrence Bauford
- Donovan Ganeb : Abraha
- Elizabeth Whitmere : Beatrice
- Francis X. McCarthy : Strauss
- Burt Kwouk : le colonel Gao
- John Matshikiza (VF : Yves Beneyton) : Dawit Ningpopo

Sources et légendes: Version française (VF) sur VoxoFilm. Version québécoise (VQ) sur Doublage Québec